# Plasmodium vivax
Plasmodium vivax là một ký sinh trùng đơn bào và mầm bệnh ở người. Ký sinh trùng này là nguyên nhân thường xuyên nhất và nguyên do lây lan rộng rãi của bệnh sốt rét tái phát. Mặc dù ít độc lực hơn Plasmodium falciparum, nhưng nguy hiểm nhất trong số 5 ký sinh trùng sốt rét ở người, nhiễm trùng sốt rét P. vivax có thể dẫn đến bệnh nặng và tử vong, thường là do lách to (bệnh lách to). P. vivax được muỗi Anophele cái mang theo người; con đực không cắn.

## Sức khỏe

### Dịch tễ học
Plasmodium vivax được tìm thấy chủ yếu ở Châu Á, Châu Mỹ Latinh và ở một số vùng của Châu Phi. P. vivax được cho là có nguồn gốc từ châu Á, nhưng các nghiên cứu mới nhất đã chỉ ra rằng tinh tinh hoang dã và khỉ đột trên khắp miền trung châu Phi bị nhiễm ký sinh trùng có liên quan mật thiết với P. vivax ở người. Những phát hiện này cho thấy P. vivax của người có nguồn gốc châu Phi  . Plasmodium vivax chiếm 65% các trường hợp sốt rét ở châu Á và Nam Mỹ. Không giống như Plasmodium falciparum, Plasmodium vivax có khả năng trải qua quá trình phát triển bào tử  ở muỗi ở nhiệt độ thấp hơn. Người ta ước tính rằng 2,5 tỷ người có nguy cơ bị nhiễm trùng sinh vật này.
Mặc dù châu Mỹ đóng góp 22% diện tích toàn cầu có nguy cơ, nhưng các khu vực lưu hành cao thường có dân cư thưa thớt và khu vực này chỉ đóng góp 6% cho tổng dân số có nguy cơ. Ở Châu Phi, sự thiếu hụt rộng rãi của kháng nguyên Duffy trong dân số đã đảm bảo rằng sự lây truyền ổn định bị hạn chế ở Madagascar và một phần của Sừng châu Phi. Nó đóng góp 3,5% dân số toàn cầu có nguy cơ. Trung Á chịu trách nhiệm cho 82% dân số toàn cầu có nguy cơ với các khu vực lưu hành cao trùng với dân số dày đặc đặc biệt là ở Ấn Độ và Myanmar. Đông Nam Á có các khu vực có độ lưu hành cao ở Indonesia và Papua New Guinea và nói chung đóng góp 9% dân số toàn cầu có nguy cơ.
P. vivax có trong cơ thể của ít nhất 71 loài muỗi. Nhiều vectơ vivax sống thoải mái ở vùng khí hậu ôn đới. Một số thích cắn ngoài trời hoặc vào ban ngày, cản trở hiệu quả của thuốc trừ sâu trong nhà và lưới giường. Một số loài vectơ chính vẫn chưa được trồng trong phòng thí nghiệm để nghiên cứu kỹ hơn và khả năng kháng thuốc trừ sâu là không đủ điều kiện.